# Joseph Hammerschmidt
Joseph Hammerschmidt (* 3. Mai 1873 in Münster; † 24. Dezember 1926 in Düsseldorf) war ein deutscher Bildhauer.

## Leben

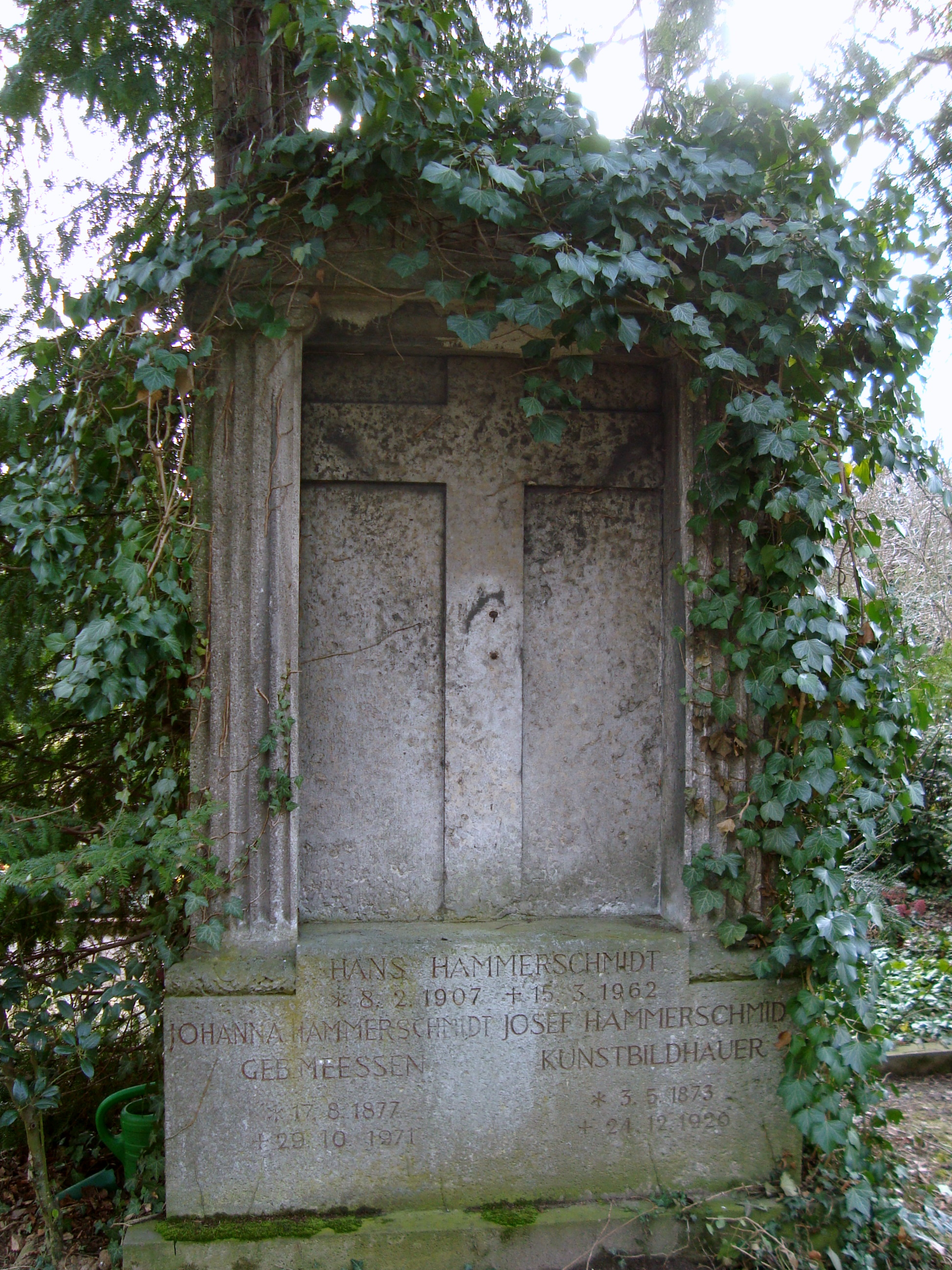
Grabmal von Joseph Hammerschmidt auf dem Friedhof Düsseldorf-Heerdt

Hammerschmidt war langjähriger Schüler des Münsteraner Bildhauers August Schmiemann. Er studierte von 1895 bis 1901 an der Kunstakademie Düsseldorf, wo er Meisterschüler von Karl Janssen wurde. Erste Skulpturen im öffentlichen Raum schuf er bereits während seines Studiums als Auftragsarbeiten. Er fertigte für private wie öffentliche Auftraggeber zahlreiche Grabdenkmäler, Brunnen, Kriegerdenkmäler und Büsten.

## Werke
- 1899: Jröne Jong, Kalksteinskulptur der Fontäne im Runden Weiher des Düsseldorfer Hofgartens
- 1900: Allegorien von Industrie, Landwirtschaft, Kunst und Wissenschaft im Giebelfeld der Barmer Ruhmeshalle in Wuppertal
- 1901: Figurengruppe Schmied mit Knabe auf dem Martin-Luther-Platz in Düsseldorf (erhaltene Nebenfiguren des ansonsten im Krieg zerstörten Moltkedenkmals)
- 1903: Kriegerdenkmal 1870/71 in Friedberg (Hessen)
- 1904: Mausoleum für Carl Toelle mit Nibelungengruppe (Hagen und Volker auf der Wacht) auf dem Unterbarmer Friedhof in Wuppertal
- 1906: Marienborn in Neuss
- 1907: Kriegerdenkmal 1870/71 in Grevenbroich
- 1909: Theodor-Schwann-Denkmal in Neuss[4]
- 1910: Wettbewerbsentwurf für ein Bismarck-Nationaldenkmal auf der Elisenhöhe bei Bingerbrück (nicht prämiert)[5]
- 1910: Albert-Mooren-Brunnen in Düsseldorf-Bilk
- 1910: Kriegerdenkmal 1864 und 1870/71 mit Relief „Heimkehrender Krieger“ in Anrath
- 1911: Grabmal Grote mit Sphinx auf dem Unterbarmer Friedhof in Wuppertal (Gruft von Familie Riedel-Goschin übernommen)
- 1911: Grabmal Laute auf dem Poppelsdorfer Friedhof in Bonn[6]
- 1913: Unterbacher Denkmal[7] mit Wappen und Namen der Herren von Haus Unterbach in die Pfeiler gemeißelt; heute Kriegerdenkmal für die Gefallenen der beiden Weltkriege in Düsseldorf-Unterbach
- 1919: Mater Dolorosa mit beflügeltem Stahlschutzhelm M1916, welche in den Armen einem Gefallenen des Ersten Weltkrieges hält. Die Gedenktafel „Für's Vaterland“ befindet sich im ehemaligen Comenius-Gymnasiums in Düsseldorf-Oberkassel.
- 1921: Grabmal Hugo Toelle (Frauenfiguren mit Urne) auf dem Unterbarmer Friedhof in Wuppertal
- 1921: Ehrenmal für die Gefallenen der Gesellschaft Erholung in Mönchengladbach (enthüllt am 2. Mai 1921)
- 1926: Denkmal für die Gefallenen des Ersten Weltkriegs in Aurich
- entworfen 1926, ausgeführt posthum 1927: Kriegerdenkmal des Amtes Lank auf dem Alten Friedhof in Meerbusch-Lank (Findling, darauf Relief mit Brustbild eines Soldaten)
- 1929 (?): Grabstätte der Familie Vorwerk auf dem Evangelischen Friedhof Norrenbergstraße in Wuppertal

sowie undatiert:
- vier Schmuckvasen an der Goltsteinstraße am Hofgarten in Düsseldorf

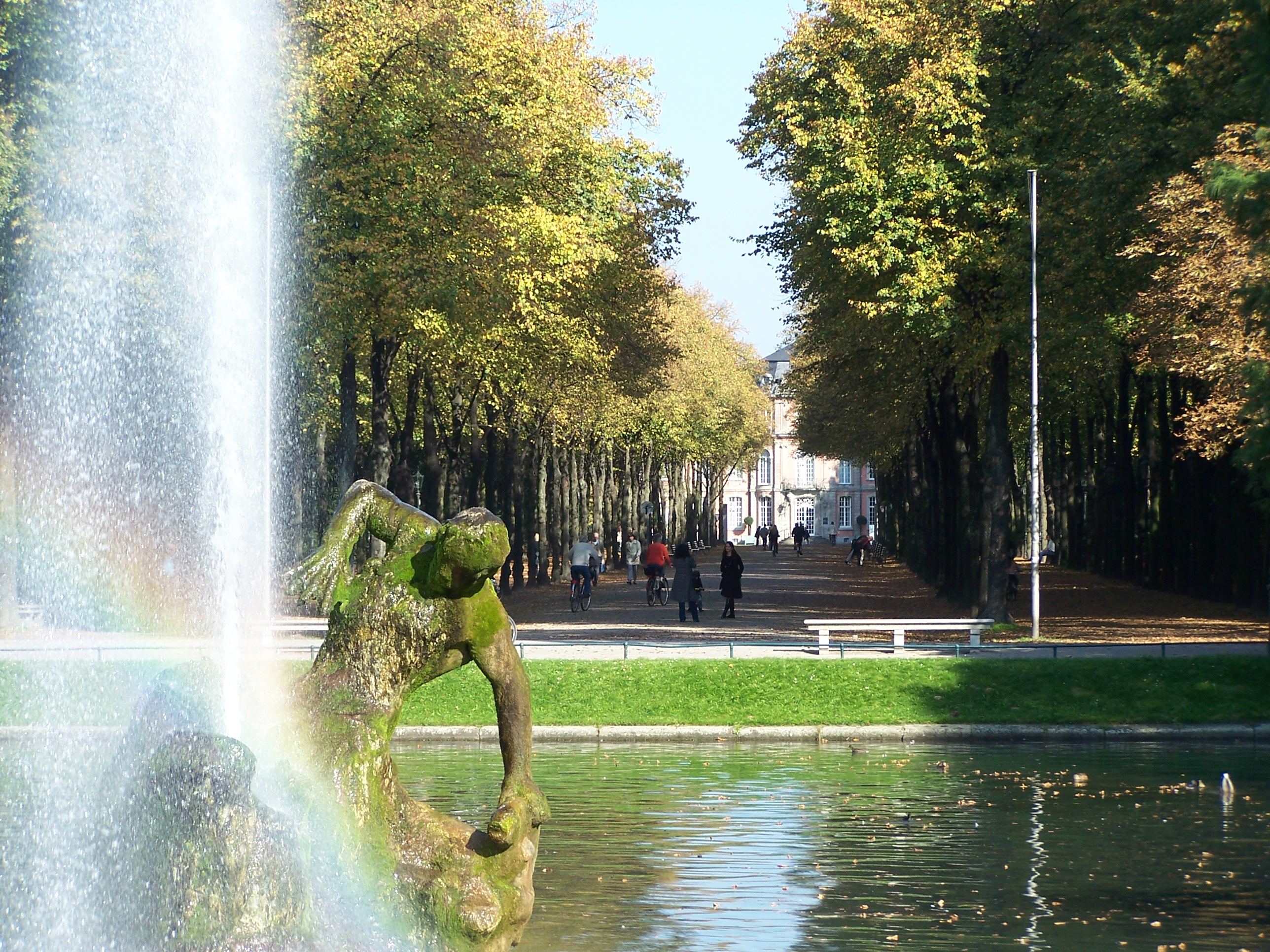
Jröne Jong (1899), Skulptur im „Runden Weier“ als Point de vue der Reitallee im Alten Hofgarten, Düsseldorf
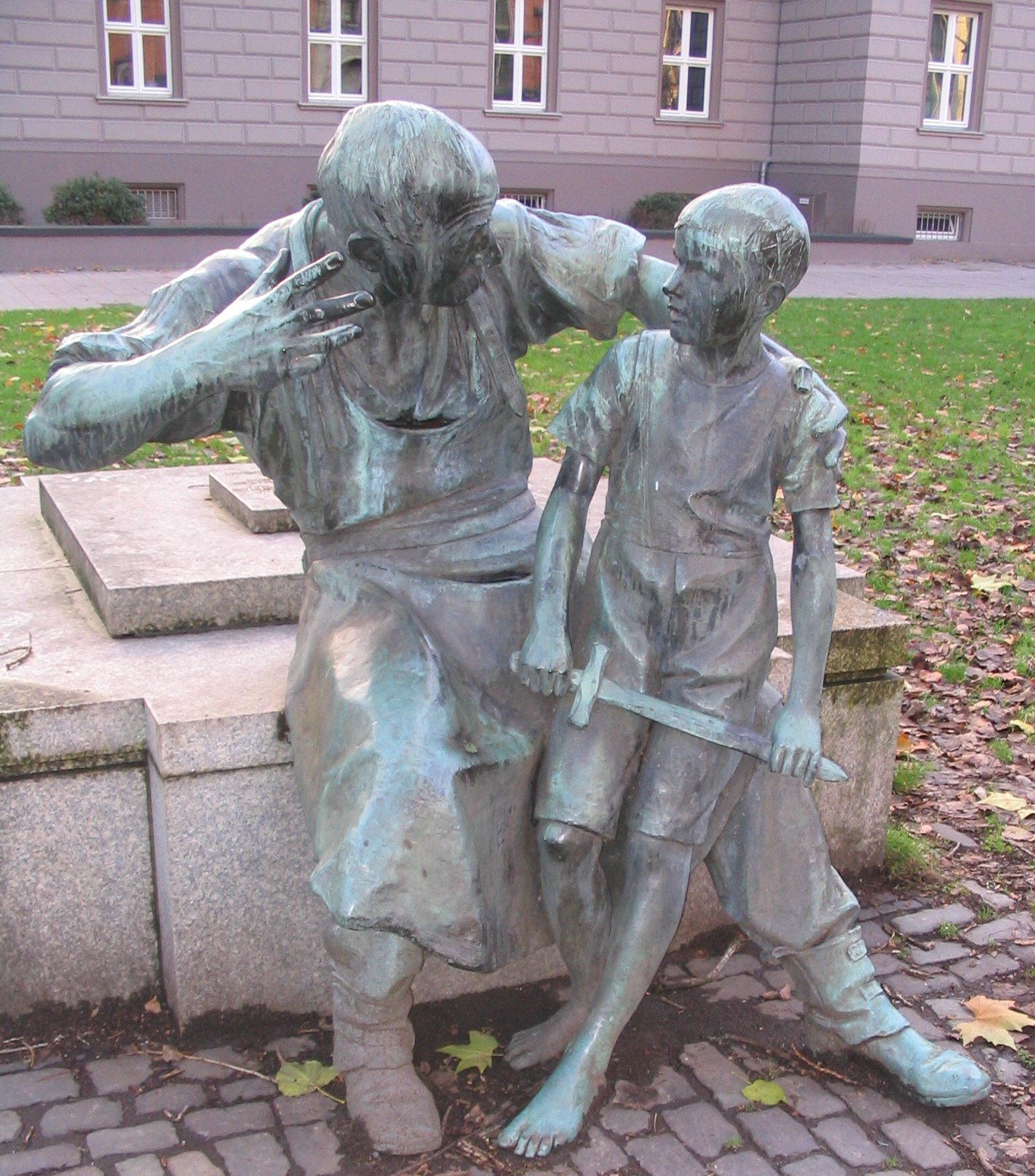
Schmied mit Knabe (1901)
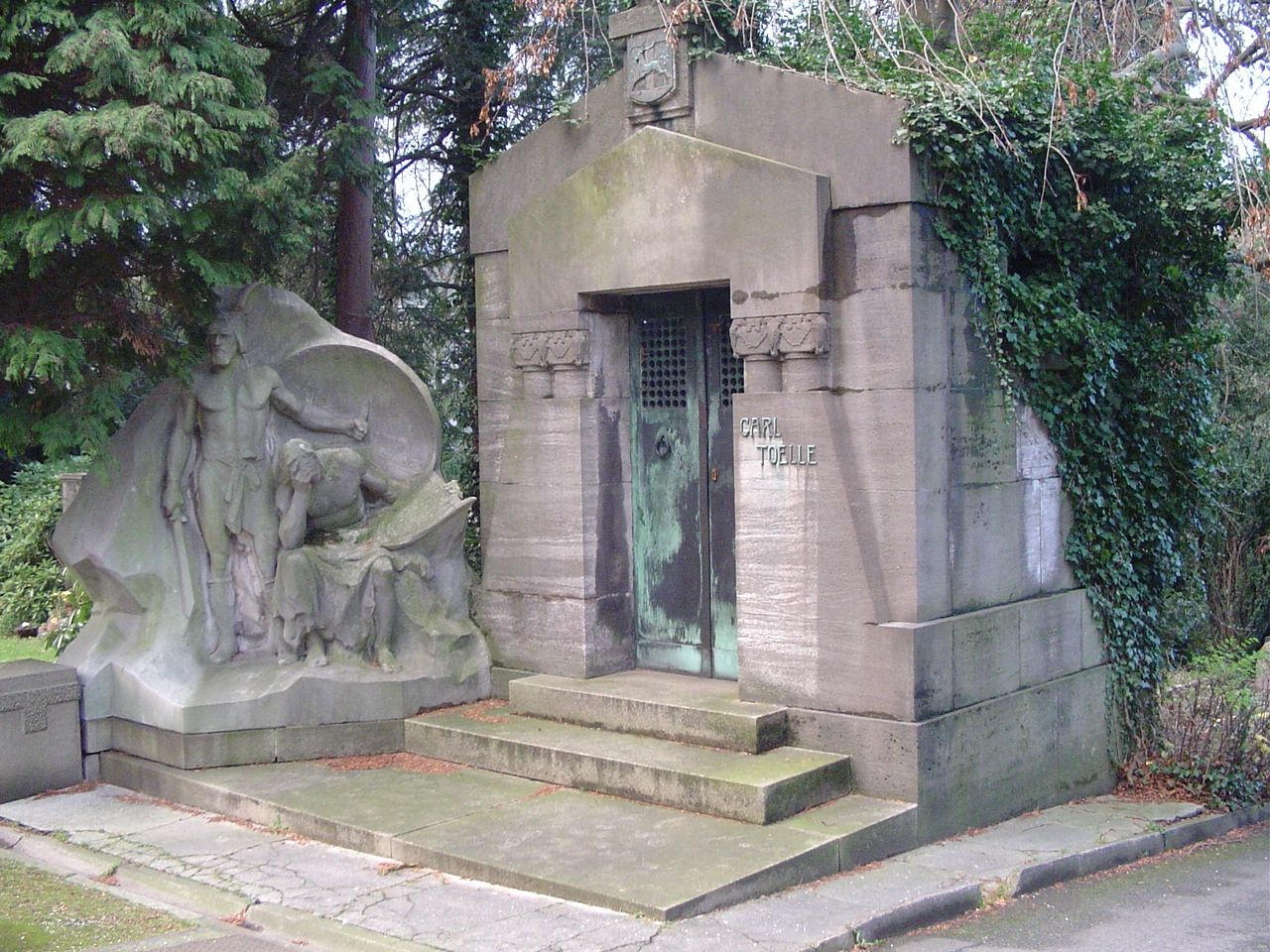
Mausoleum Carl Toelle in Wuppertal (1904)
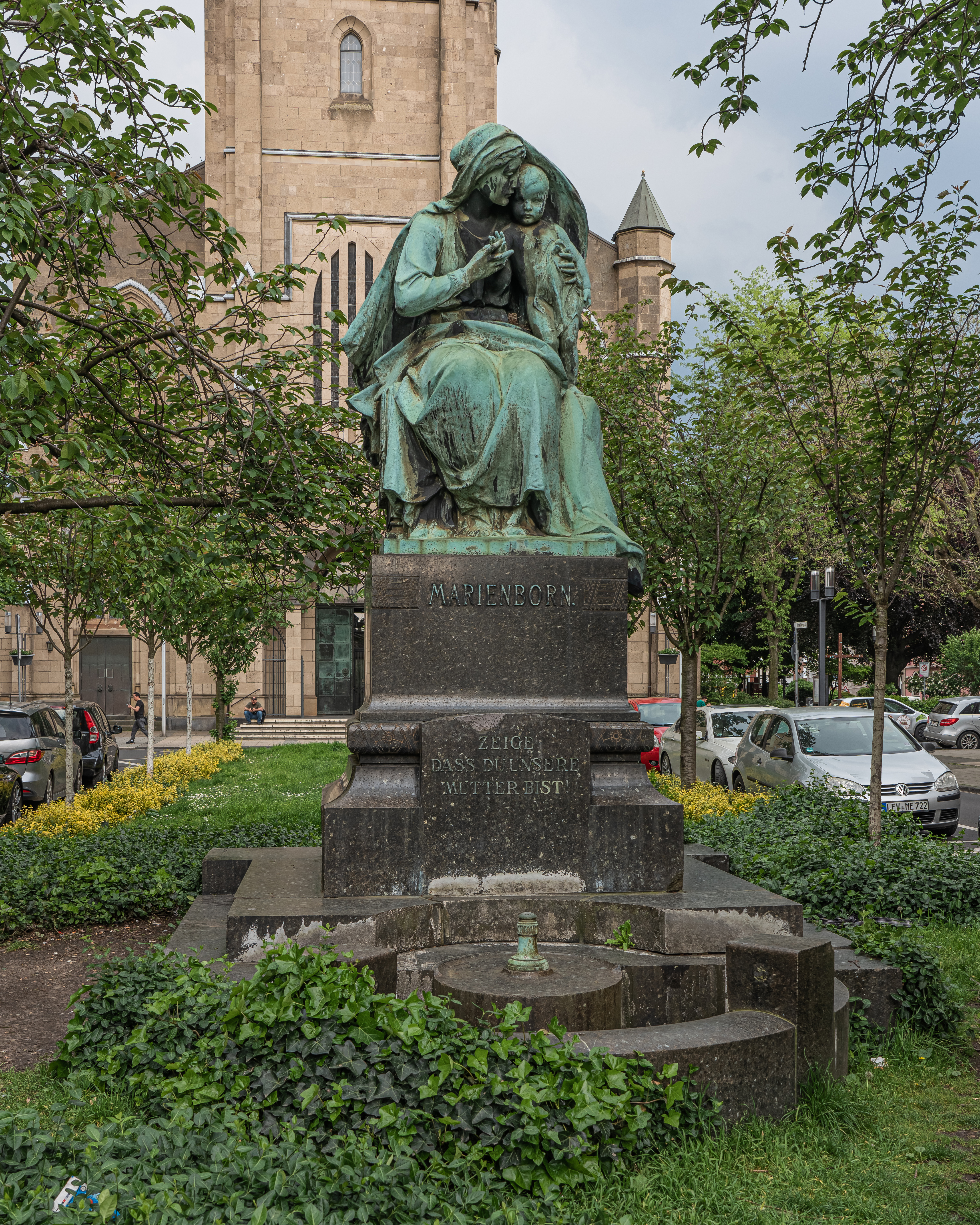
Marienborn, Neuss (1906)
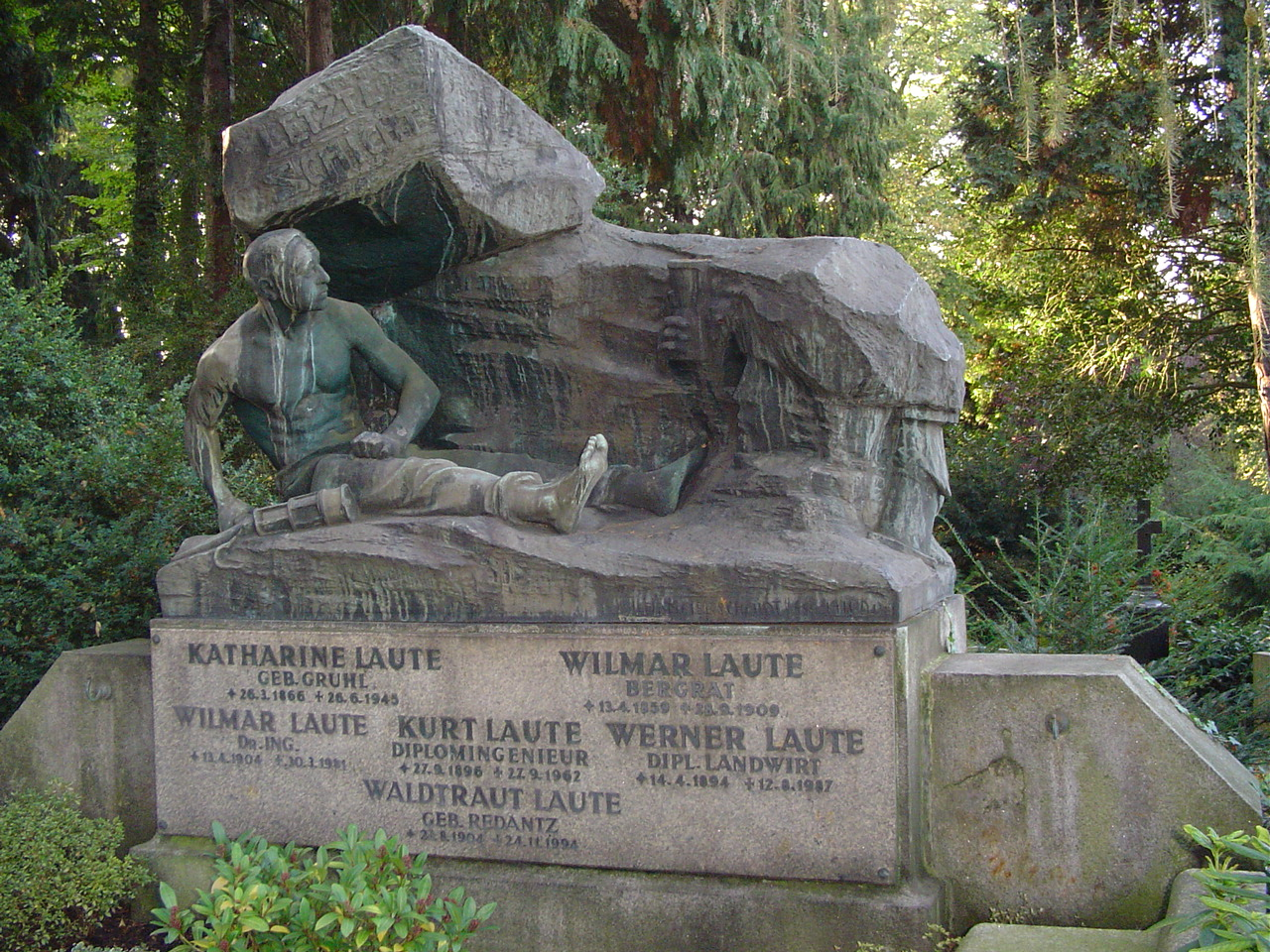
Grabmal Laute in Bonn (1911)
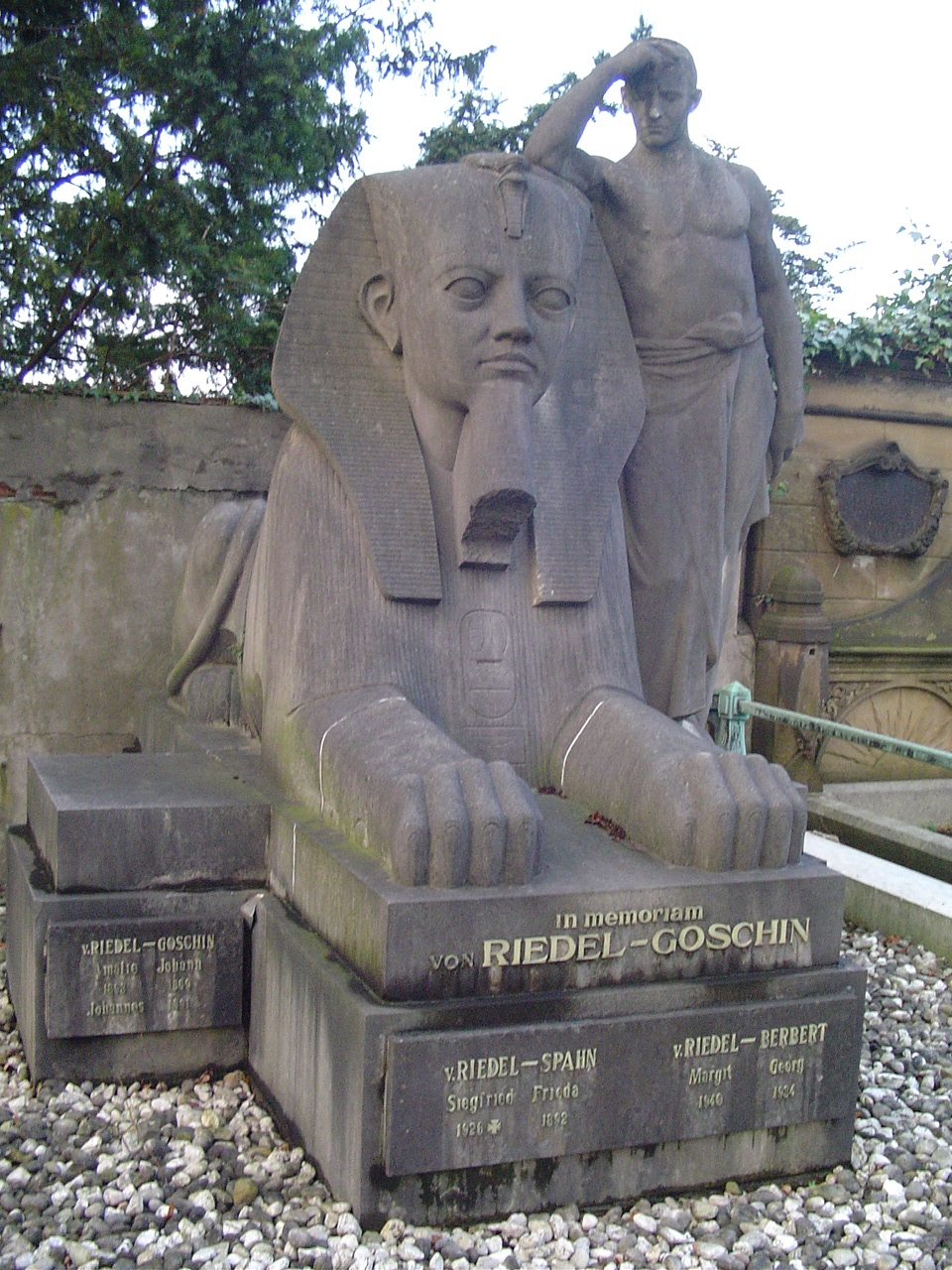
Grabmal Grote in Wuppertal (1911)
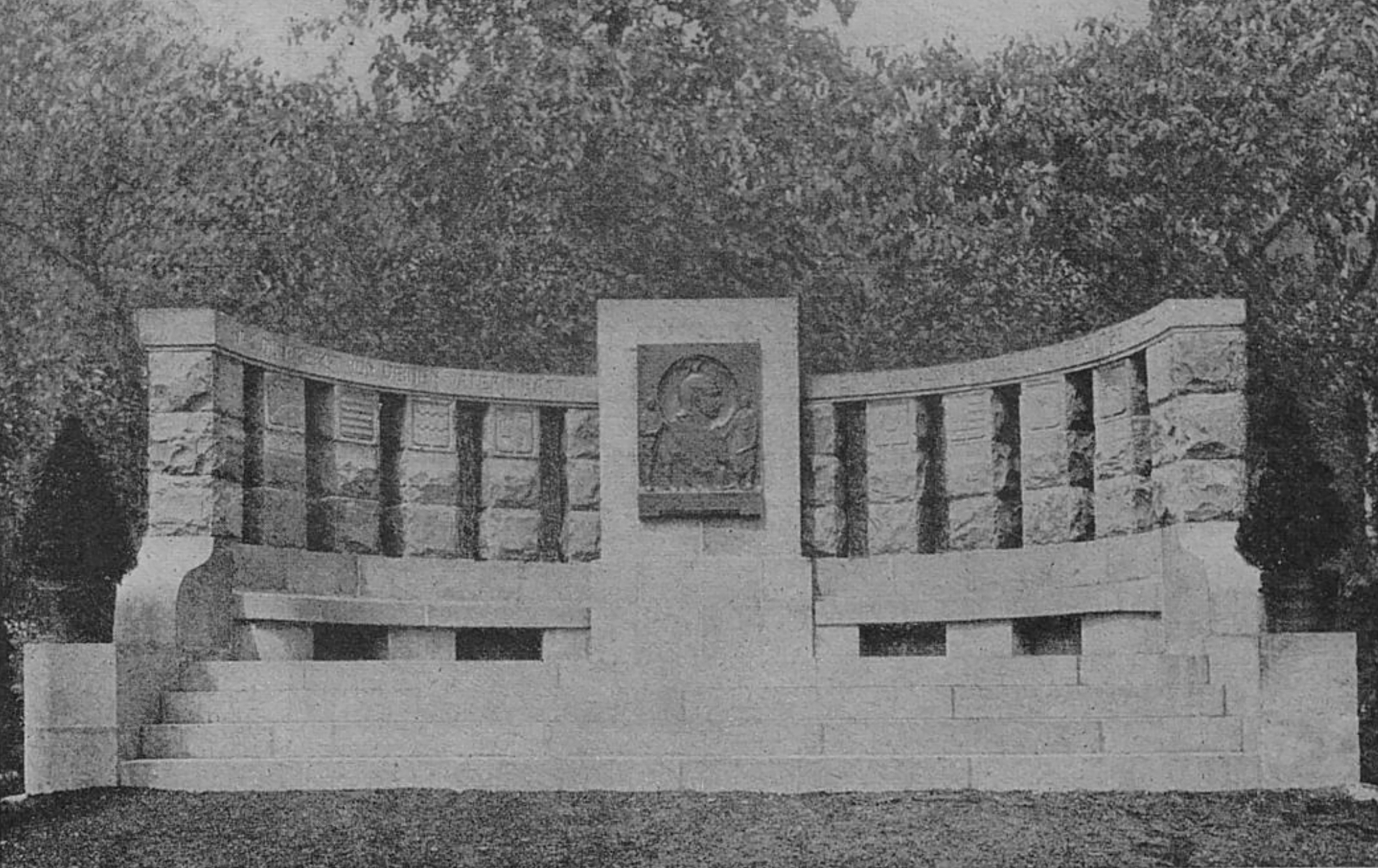
Unterbacher Denkmal (Kaiser-Jubiläumsdenkmal 1913)
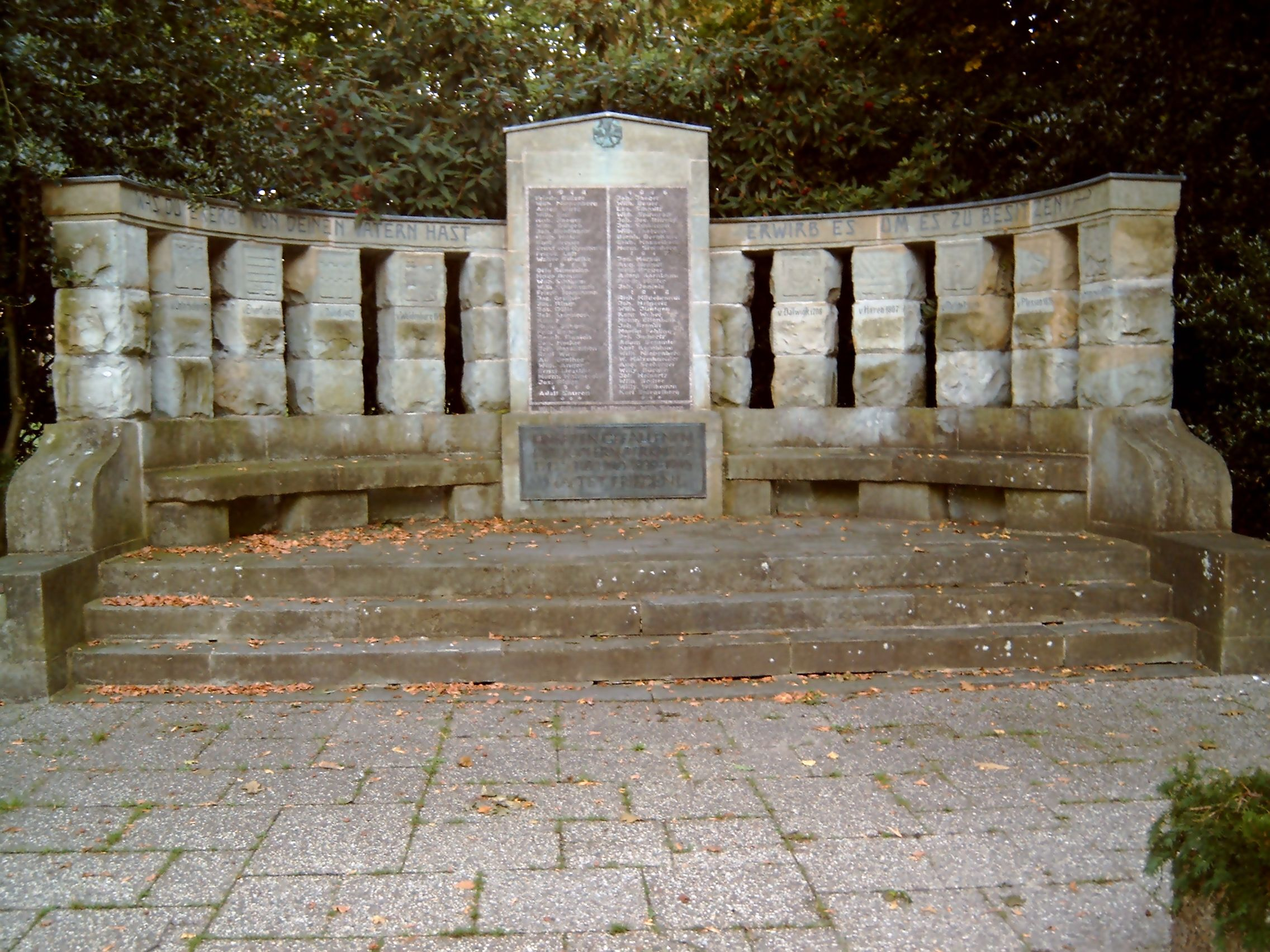
Unterbacher Denkmal (in 2006)
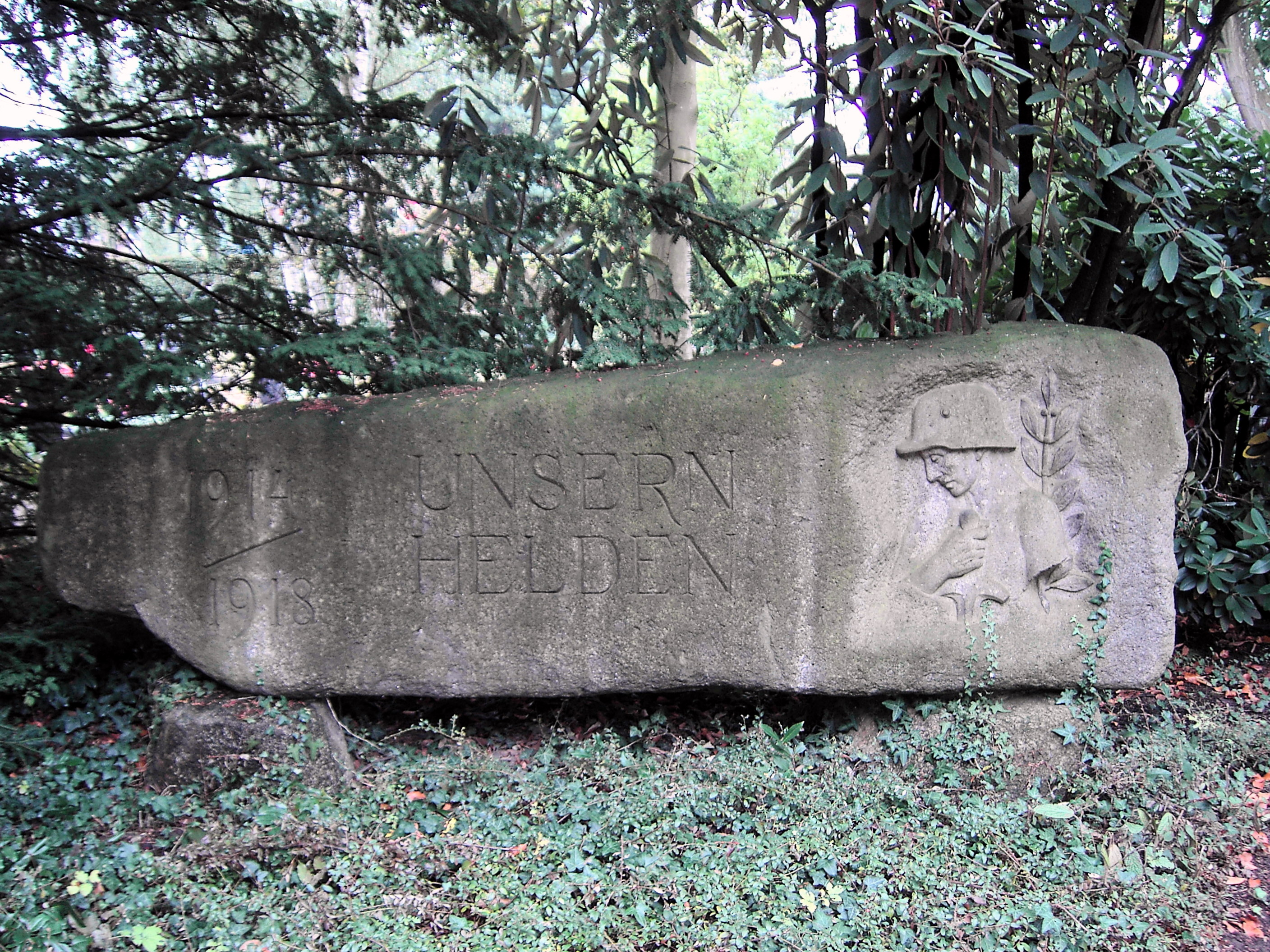
Kriegerdenkmal, Meerbusch-Lank (1926/27)
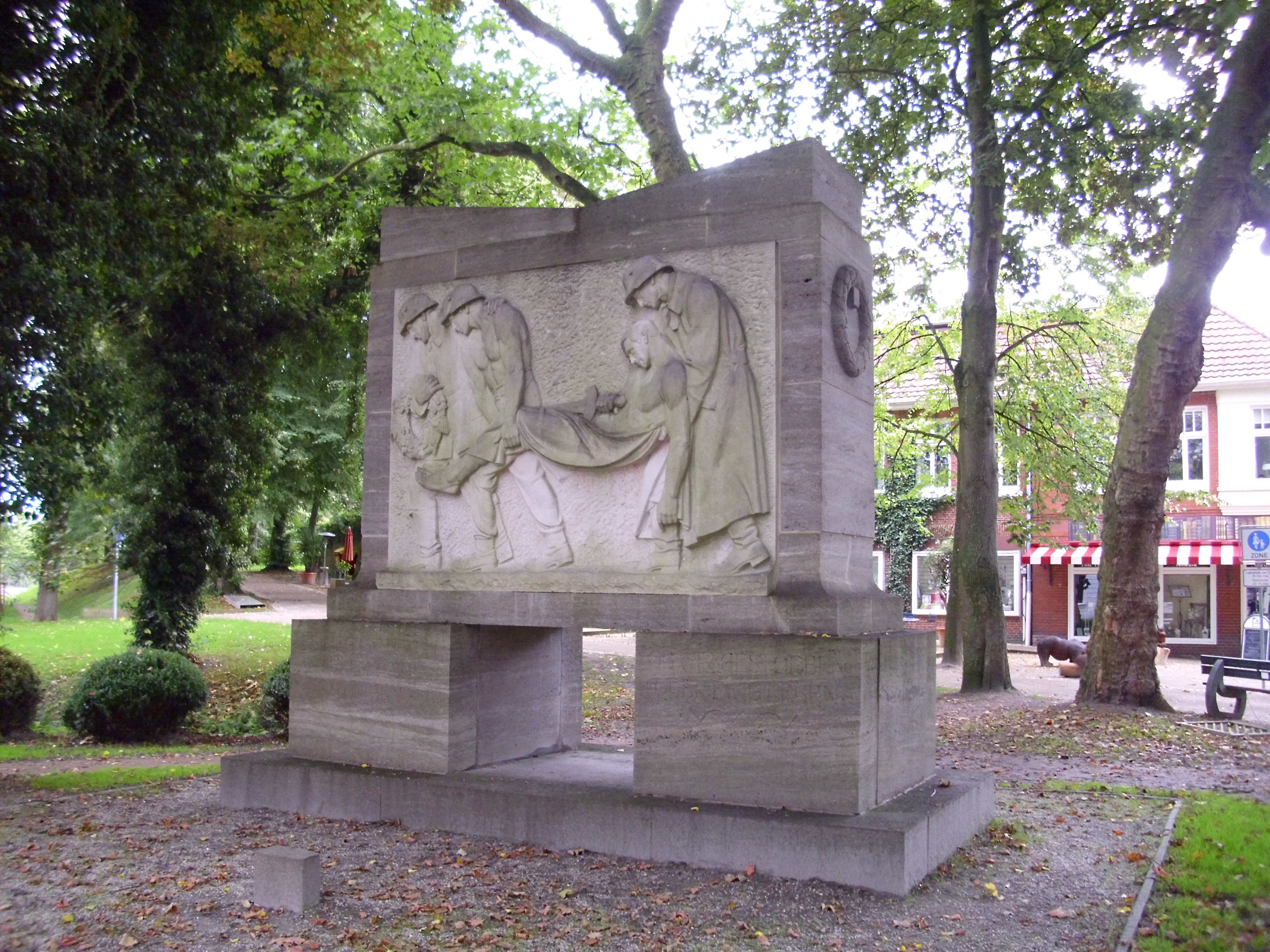
Denkmal für die Gefallenen des Ersten Weltkrieges (Aurich)